# Benoît de Guillebon
Benoît de Guillebon est un ingénieur de l'École centrale Paris (Promotion 1978). Depuis plus de 16 ans, il a lancé et développé l'APESA, un centre technologique spécialisé dans les problèmes d'environnement et de gestion des risques. Il préside le Réseau des CHEDD. Il est le co-auteur, avec Philippe Bihouix du livre Quel Futur pour les Métaux.

## Ouvrages
- En route vers l'éco-économie, Armand Colin, 2013
- Quel futur pour les métaux ? Raréfaction des métaux : un nouveau défi pour la société, EDP Sciences, 2010